# Paznokcie Muehrckego

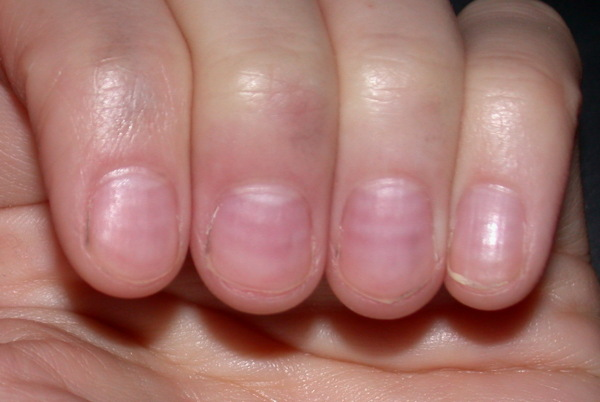
Paznokcie Muehrckego spowodowane chemioterapią u 28-letniej kobiety

Paznokcie Muehrckego (łac. leukonychia striata; ang. Muehrcke's nails, Muehrcke's lines) – zmiany paznokci mające charakter występujących parami, białych, równoległych do siebie pasm na płytce paznokciowej. Pasma te nie przesuwają się w miarę wzrostu paznokcia. Paznokcie Muehrckego są objawem hipoalbuminemii. Opisano też zmiany tego typu w przebiegu chemioterapii.
Objaw ten pierwszy raz został opisany przez amerykańskiego lekarza Roberta C. Muehrckego (1921–2003) w 1956 roku.  